# Tobias Schlegl
Tobias „Tobi“ Schlegl (* 30. September 1977 in Köln) ist ein deutscher Radio- und Fernsehmoderator, Reporter, Autor, Musiker sowie Notfallsanitäter und Seenotretter.

## Leben
Im Alter von 13 Jahren arbeitete Tobias Schlegl als Zauberkünstler im Magischen Zirkel Deutschland. 1993 gründete er seine erste eigene Band Eis am Stiel, deren Musik sehr von der Band Die Ärzte geprägt war.
Er ist Vater einer Tochter.

## Karriere
1995 wurde er unter 4000 Bewerbern zum neuen Moderator für VIVA Interaktiv ausgewählt und machte zwei Jahre später sein Abitur an der Liebfrauenschule Köln. Zu dieser Zeit wirkte er auch bei Aufnahmen der Noble Savages mit.
Ab Januar 1998 war er in seiner ersten eigenen Live-Show kEwL zu sehen. kEwL wurde dann im Mai 2000 von Schlegl, übernehmen Sie abgelöst. In dieser Sendung mit Live-Publikum kommentierte er das aktuelle Tagesgeschehen und hatte Gäste wie Hans-Dietrich Genscher, Die Ärzte, Robin Williams und Herbert Grönemeyer. Außerdem hatte er Gastrollen bei Die Camper, Schloss Einstein, Wilsberg und die Tote im See und Um Himmels Willen.
2001 hatte er einige Gastauftritte bei der Band Audiosmog und veröffentlichte mit ihnen im Mai die Single Daylight in Your Eyes, die bis auf Platz 36 in die deutschen Singlecharts kam. Es folgten die Single When Will I Be Famous und das Album Top of the Rocks.
Anfang 2002 wechselte er zum Sender ProSieben mit seiner Show Absolut Schlegl. Diese wurde im November 2002 eingestellt. 2003 kochte er bei VIVA Das jüngste Gericht.

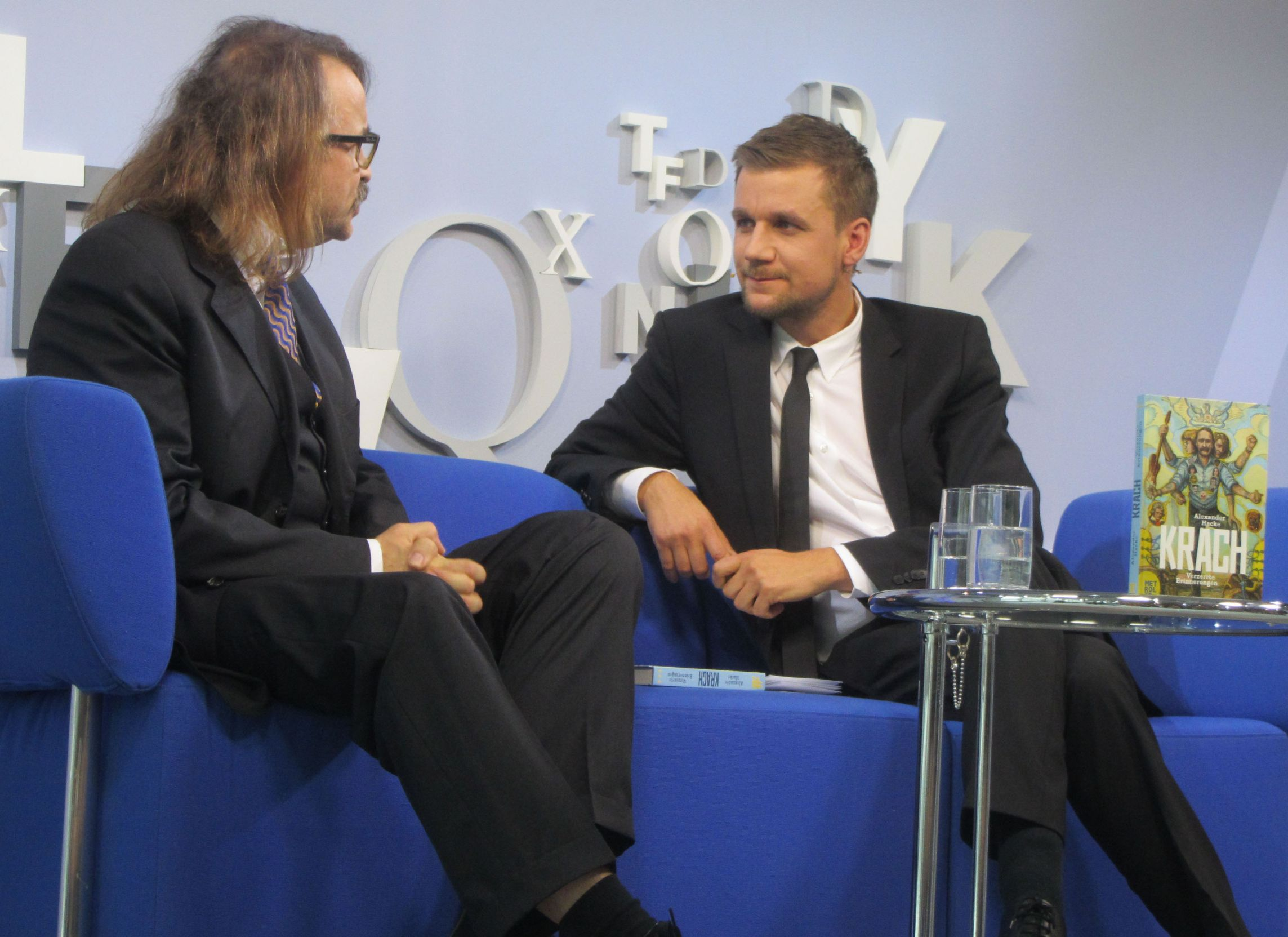
Moderator Tobias Schlegl (rechts) mit Musiker Alexander Hacke (links) auf dem Blauen Sofa der Frankfurter Buchmesse 2015

2004 wurde Schlegl vom damaligen Bundeskanzler Gerhard Schröder in den Rat für Nachhaltige Entwicklung berufen. Dessen Aufgabe ist es, eine wichtige Grundlage zu schaffen, um die Umwelt zu erhalten und die Lebensqualität, den sozialen Zusammenhalt in der Gesellschaft und die wirtschaftliche Entwicklung in einer integrierten Art und Weise sowohl in Deutschland als auch international voranzubringen.
Für Yahoo interviewte er Schauspieler – neben seiner Kinokolumne Schlegls Klappe, für Sport Bild interviewte er junge Fußballer. Im Januar 2006 wurde das erste Album Ohne Alles seiner Band Die Familie veröffentlicht. Für Vodafone moderiert er Vodafone Freistoß, die erste MobileTV-Fußballsendung. Auch seine Show Kick It Like Schlegl auf MTV Germany drehte sich um dieses Thema. In sechs Folgen ging es im Mai 2006 um die Fußball-WM.
Anfang 2007 moderierte Schlegl die Pilotfolge der Sendung Clipmania für die Deutsche Welle, welche jedoch nie ausgestrahlt wurde. Von 2007 bis 2011 moderierte er wöchentlich das politische Satiremagazin extra 3 im NDR Fernsehen. Nach Abgabe der Moderation unterstützte Tobias Schlegl jedoch weiterhin die Sendung mit der Rubrik Schlegl in Aktion, die 2011 für den Grimme-Preis in der Kategorie Unterhaltung/Mehrteiler „Spezial“ nominiert wurde.
Im Sommer 2009 drehte Schlegl den NDR-Zweiteiler Schlegl sucht die Wahrheit. Im Januar 2010 folgte dann die Dokumentation Geld für alle! Gibt es eine bessere Welt? in der ARD. Tobias Schlegl machte sich auf die Suche nach neuen Wirtschaftsmodellen und war dafür unter anderem in Frankfurt am Main, Berlin, Bayern und auf Kuba unterwegs. Der Beitrag wurde vom Prix Europa in der Kategorie TV Current Affairs nominiert. Von Anfang Juli 2011 bis April 2013 war Schlegl außerdem im Nachmittagsprogramm von 1 Live zusammen mit Simon Beeck zu hören.
2010 gewann Tobias Schlegl den NDR-Fernsehpreis „Sehstern“ für die beste Moderation 2009. Für die Rubrik „Schlegl in Aktion: Es geht auch ohne Frauen“ in der Sendung extra 3 wurde er 2011 mit dem Juliane-Bartel-Medienpreis in der Kategorie „Dokumentation, Reportage, Feature, Magazinbeitrag mit einer Länge von 10 Minuten“ ausgezeichnet.
2011 moderierte er zusammen mit Sabine Heinrich die Verleihung des Radiopreises 1Live Krone.
Von 2012 bis 2014 fungierte er als Vertretung der Moderatorin Katty Salié in der ZDF-Sendung aspekte, Deutschlands ältester überregionaler Kultursendung. Von Februar 2014 bis September 2016 war er infolge der Neukonzipierung von aspekte auch Hauptmoderator und präsentierte mit seinen Kollegen Katty Salié und dem neu hinzugekommenen Jo Schück die vom ZDF ausgebaute Kultursendung im wöchentlich wechselnden Duo, nachdem die Sendung zuvor stets von einem einzelnen Moderator präsentiert worden war.
Von April bis Dezember 2013 kommentierte Schlegl immer dienstags auf 1 Live in der wöchentlichen Radio-Kolumne Posting von Schlegl aktuelle Themen.
Im Oktober 2012 strahlte der NDR die erste Staffel des Unterhaltungsformats Ganz schön dreist aus, in dem Tobias Schlegl zusammen mit Yared Dibaba und Nils Holst die Norddeutschen in frechen Aktionen aufs Korn nahm. Das Konzept wurde im September 2013 mit einer zweiten Staffel fortgeführt.
Seit Mai 2016 hat Tobias Schlegl bei dem Radiosender N-JOY die Sendung Song des Lebens. Dort ist er an den Geschichten hinter den Lieblingssongs der Hörer und einiger Prominenter interessiert.
Am 6. Juni 2016 wurde Schlegl mit dem Umweltpreis des B.A.U.M. e. V. ausgezeichnet.
Im Juli 2016 gab Schlegl bekannt, sich von seiner Arbeit beim Fernsehen weitgehend zurückzuziehen und Notfallsanitäter zu werden, um etwas „gesellschaftlich Relevantes“ zu machen. Er trat weiterhin in Beiträgen für extra 3 auf. Auch die N-JOY-Sendung Song des Lebens lief staffelweise weiter. Am 10. März 2020 veröffentlichte Schlegl auf seinem Twitter-Account eine Nachricht zum Bestehen seiner Notfallsanitäter-Prüfung. Er ist weiterhin sowohl im Rettungsdienst als auch in den Medien tätig.

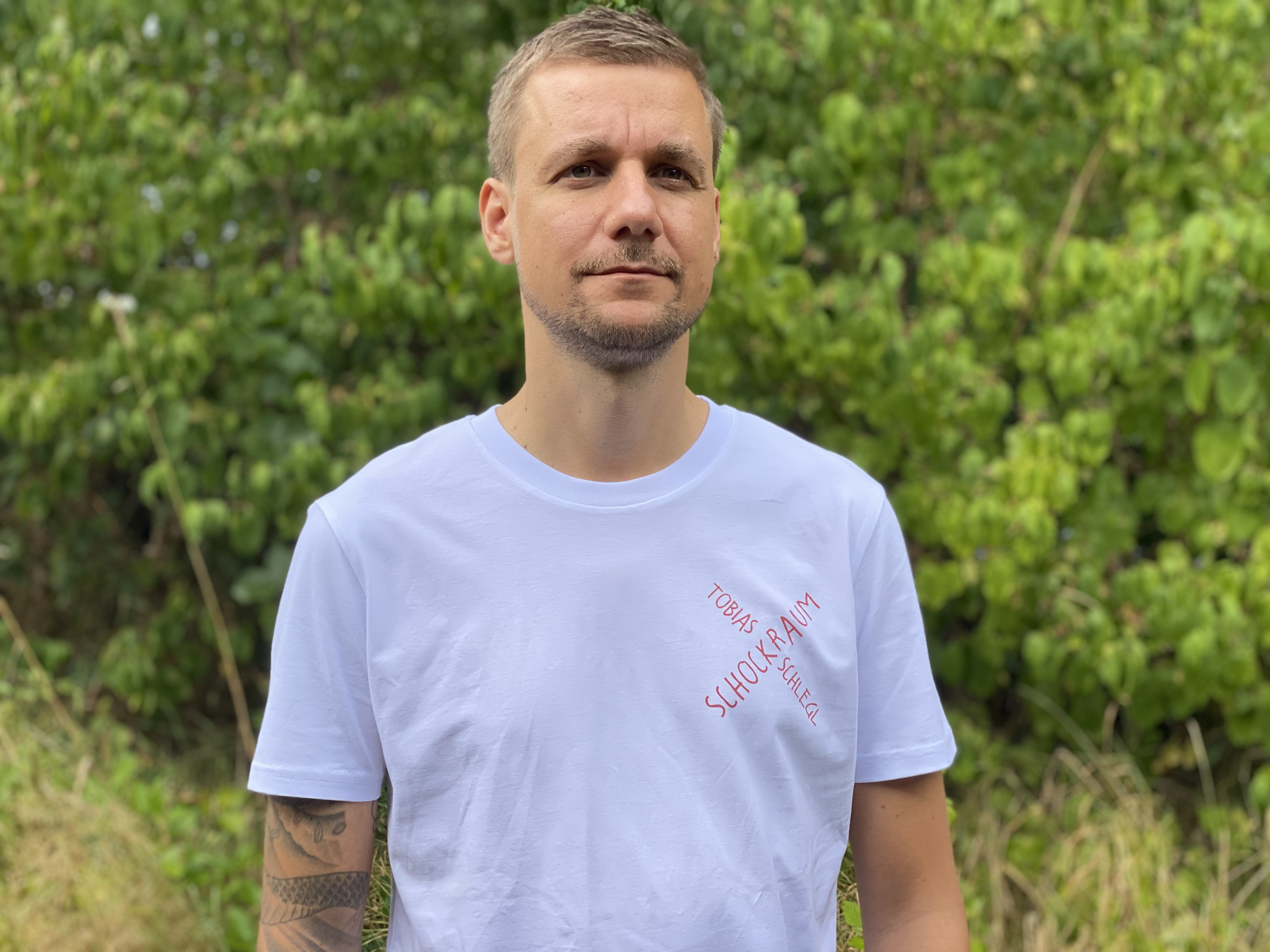
Tobias „Tobi“ Schlegl (2020)

Seit April 2020 moderierte Schlegl den wöchentlichen N-JOY-Podcast Fighting Corona, in dessen elf Folgen er Gespräche mit Beschäftigten aus dem Gesundheitswesen führte – über ihre beruflichen und persönlichen Erfahrungen mit COVID-19.
Am 31. August 2020 erschien Schlegls Debütroman Schockraum über das Leben eines jungen Notfallsanitäters, dessen Leben aufgrund einer posttraumatischen Belastungsstörung vor seinen Augen zerbricht. Dabei griff er auf eigene problematische Erfahrungen aus dem Rettungsdienst zurück, über die ihm ein Kriseninterventionsteam hinweggeholfen hat. Das Buch stieg in der ersten Verkaufswoche auf Platz 19 der Spiegel-Bestsellerliste ein und schaffte es auf die Shortlist für den Buchpreis HamburgLesen 2021, den die Hamburger Staats- und Universitätsbibliothek vergibt.
Ende Januar 2021 kam die erste Folge des Podcasts 2Retter1Mikro heraus. In dem Format führt Schlegl Gespräche mit Kollegen aus Rettungsdienst und Pflege über ihren Berufsalltag, ungewöhnliche Erlebnisse und Arbeitsbedingungen. Am Ende jeder Ausgabe gibt es Erste-Hilfe-Tipps. Am 6. Mai 2021 erschien die erste Folge der neuen Staffel des Video-Podcasts Heureka, in der Schlegl mit Gästen wie Richard David Precht, Heinz Bude, Bosse oder der Band Jupiter Jones über gesellschaftsrelevante Themen spricht.
Von Anfang Mai bis Anfang Juni 2021 arbeitete Schlegl als Notfallsanitäter für die Hilfsorganisation Sea-Eye auf dem Seenotrettungsschiff Sea-Eye 4 bei dessen erster Mission im Mittelmeer. Nach der Rettung von mehr als 400 Menschen aus Seenot vor der Küste Libyens wurden er und die anderen Crewmitglieder am 4. Juni 2021 vom Bürgermeister Palermos, Leoluca Orlando, zu Ehrenbürgern der Hauptstadt der italienischen Insel Sizilien ernannt.
Am 13. Oktober 2021 erhielt Schlegl den Deutschen Pflegepreis in der Kategorie „Freund der Pflege“ für sein Engagement für die Pflege und den Rettungsdienst.
Am 13. Februar 2022 nahm Schlegl auf Vorschlag der SPD-Fraktion im nordrhein-westfälischen Landtag als Mitglied der Bundesversammlung 2022 zur Wahl des Bundespräsidenten an dessen Wahl teil.
Die Erfahrungen an Bord der Sea-Eye 4 verarbeitete Schlegl in dem Sachbuch See. Not. Rettung. Meine Tage an Bord der SEA-EYE 4, das im 24. Februar 2022 erschien. Es stieg am 10. März auf Platz 11 der Spiegel-Bestsellerliste „Sachbuch Paperback“.
Von Ende des Jahres 2022 bis Ende 2023 arbeitete Schlegl als Host für Gesundheitsthemen für den YouTube-Kanal des ZDF-Magazins Frontal.
Im Juni 2023 wurde er Mitglied im PEN Berlin.
Schlegl ist außerdem Einsatzkraft eines Kriseninterventionsteams des Deutschen Roten Kreuzes.
Im September 2023 erschien sein zweiter Roman Strom, der zu weiten Teilen auf einer geriatrischen Station spielt. Die Geschichte handelt von einem Pfleger, der zum Täter wird – und von den Kollegen, die ihm auf die Spur kommen.
Im November 2023 erhielt Schlegl den Salon5 Jugendbuchpreis für See. Not. Rettung., verliehen von der Jugendredaktion des investigativen Recherchenetzwerks Correctiv.
Kurz darauf erschien in der ARD Mediathek die Dokumentation Viva – Zu geil für diese Welt!, in der er in zwei Folgen als Kommentator zu sehen ist.
2024 drehte Schlegl mit dem NDR die Dokumentation Von Fentanyl bis Kokain: Drogenreport mit Tobi Schlegl. Sie wurde am 25. November 2024 im NDR Fernsehen ausgestrahlt.
Das Sachbuch Leichtes Herz und schwere Beine. Mit Mama auf dem Jakobsweg, in dem Schlegl von einer Pilgerreise mit seiner Mutter auf dem Camino Frances erzählt, erreichte am 19. April 2025 Platz 3 in der Spiegel-Bestsellerliste Sachbuch Paperback.

## Werke
- Zu spät? So zukunftsfähig sind wir jungen Deutschen. Rowohlt Verlag, 2008, ISBN 978-3-499-62390-5.
- Schockraum. Piper Verlag, 2020, ISBN 978-3-492-07019-5.
- See. Not. Rettung. Meine Tage an Bord der SEA-EYE 4. Piper Verlag, 2022, ISBN 978-3-492-06346-3.
- Strom. Piper Verlag, 2023, ISBN 978-3-492-07133-8.
- Leichtes Herz und schwere Beine. Piper Verlag, 2025, ISBN 978-3-492-06529-0.